# Joshua Lederberg

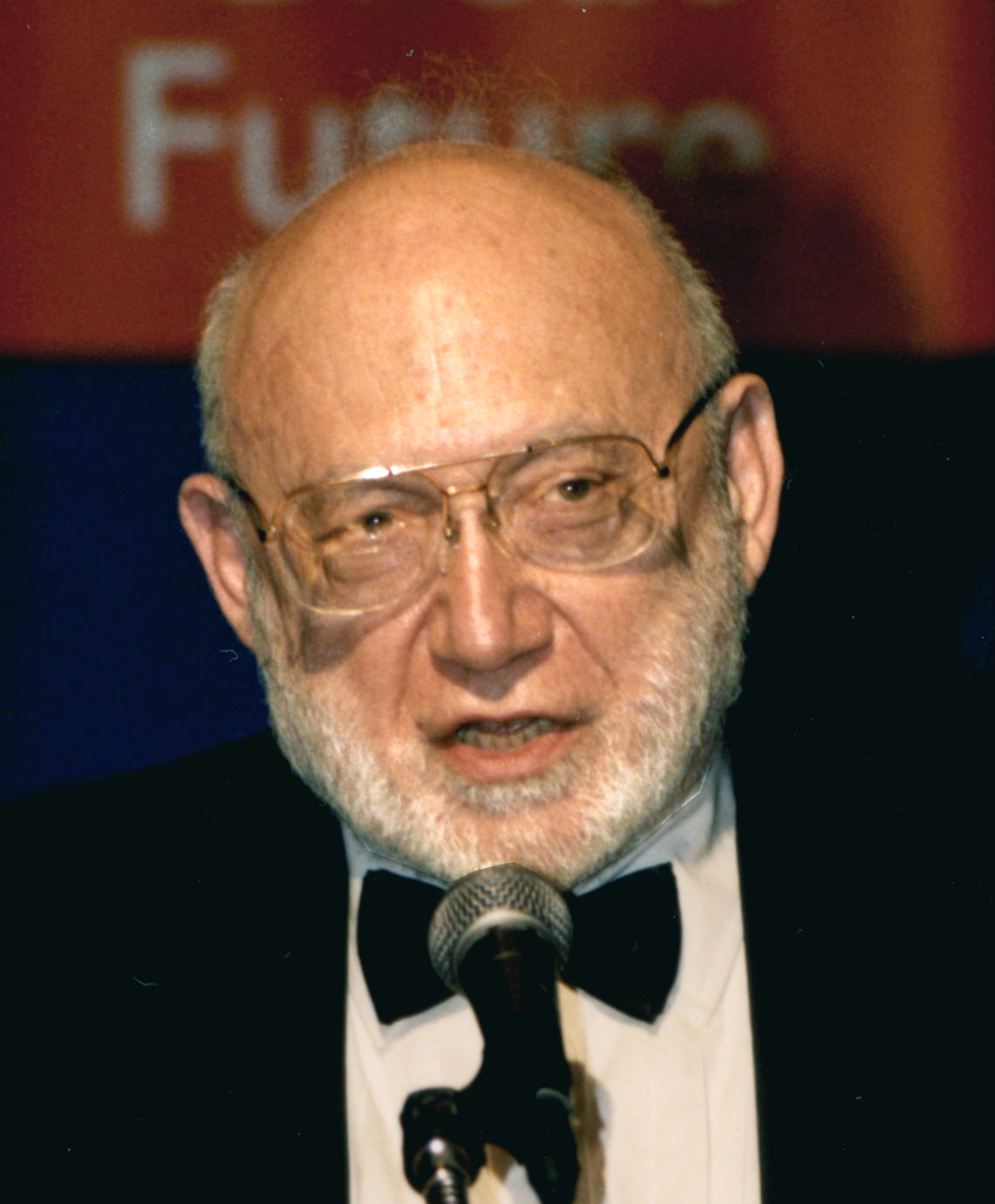
Joshua Lederberg

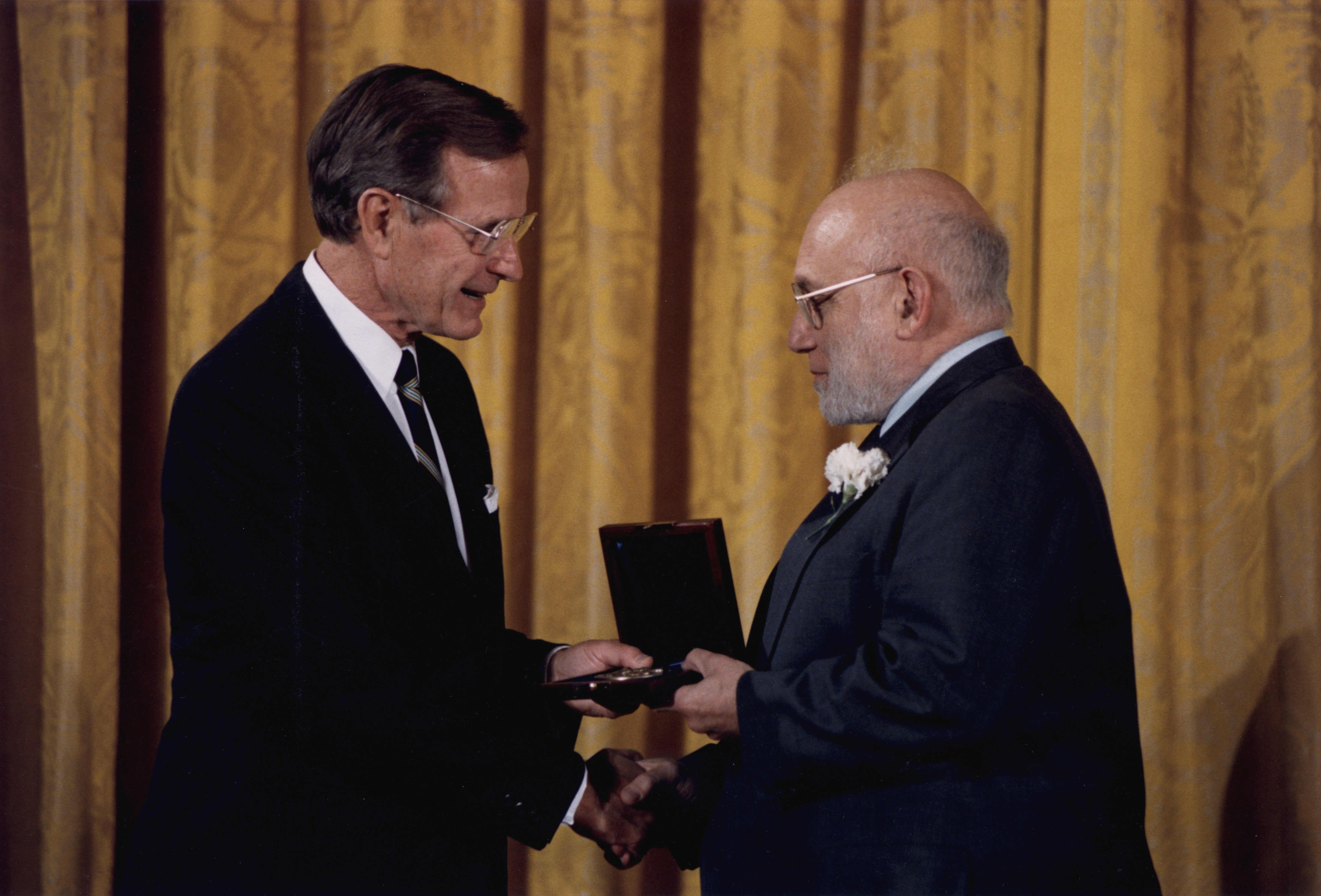
Joshua Lederberg (rechts) erhält die National Medal of Science von George H. W. Bush (2006).

Joshua Lederberg (* 23. Mai 1925 in Montclair, New Jersey; † 2. Februar 2008 in New York) war ein US-amerikanischer Molekularbiologe und Genetiker.

## Werdegang
Joshua Lederberg war Sohn eines Rabbiners und besuchte die High School in New York. Von 1941 bis 1944 studierte er an der Columbia University Zoologie und erwarb 1947 seinen Doktor-Grad (Ph.D.) an der Yale University bei Edward Tatum.
Er heiratete die Molekularbiologin und Genetikerin Esther Lederberg und entwickelte mit ihr gemeinsam die Stempeltechnik zur Übertragung einer Bakterienkolonie von einer Petrischale in eine weitere.
Von 1947 bis 1959 war er Professor an der University of Wisconsin–Madison, danach an der Stanford University in Palo Alto (Kalifornien). 1978 kehrte er nach New York zurück und wurde 5. Präsident der Rockefeller University.
Nach seiner Pensionierung im Jahr 1990 kehrte er wieder in sein Labor zurück und widmete sich weiterhin eigenen Forschungsprojekten und der Ausbildung von Studenten.

## Forschungsthemen
1952 konnte Lederberg, basierend auf den Forschungen seiner Frau Esther Lederberg, gemeinsam mit seinem Schüler Norton Zinder nachweisen, dass Bakteriophagen Teile eines Bakteriengenoms auf ein anderes Bakterium übertragen können (Transduktion).
Im selben Jahr führte er den Begriff Plasmid für die neben den Hauptchromosomen vorliegende ringförmige DNA ein. Zudem entwickelte er ein Verfahren zum Replica Plating.
1960 prägte Joshua Lederberg den Begriff Exobiologie.
In den 1960er Jahren entwickelte er mit Edward Feigenbaum das chemische Expertensystem Dendral.

## Ehrungen und Auszeichnungen
- 1957 wurde Lederberg in die National Academy of Sciences gewählt.
- 1958 erhielt er zusammen mit George W. Beadle und Edward Tatum für seine Entdeckungen über genetische Neukombinationen und Organisation des genetischen Materials bei Bakterien den Nobelpreis für Physiologie oder Medizin.
- 1959 wurde er in die American Academy of Arts and Sciences gewählt.
- 1960 Mitglied der American Philosophical Society.[5]
- 1969 Wilbur Cross Medal der Yale University[6]
- 1989 National Medal of Science
- 2002 Benjamin Franklin Medal der American Philosophical Society
- 2006 wurde ihm die Presidential Medal of Freedom überreicht, die höchste zivile Auszeichnung der Vereinigten Staaten.